# The Beautiful Adventure
The Beautiful Adventure è un film muto del 1917 diretto da Dell Henderson. La sceneggiatura di Joseph F. Poland si basa su La Belle Adventure, lavoro teatrale di R. de Flers, A. de Caillavet, andato in scena in prima a Parigi il 7 luglio 1914.
 
La versione inglese della pièce debuttò a Broadway il 5 settembre 1914 con protagonista Ann Murdock che avrebbe ripreso lo stesso suo ruolo anche nel film.

## Trama
Hélène De Travillac, dolce e affettuosa ragazza francese, vive a Parigi con sua zia, madame De Travillac. Innamorata del cugino André, vorrebbe sposarlo ma la zia ha già deciso diversamente. Il marito che ha destinato alla nipote è Valentine Borroyer, un uomo molto ricco ma anche oltremodo noioso. La mattina delle nozze, André - che era stato opportunamente mandato via da madame De Travillac - ritorna e, disperato, implora Hélène di fuggire con lui. La ragazza esita per un istante: poi, si strappa il velo dalla testa e fugge con l'innamorato. I due si rifugiano a casa della nonna di Hélène, in campagna. La vecchia signora crede che quello sia il marito di Hélène e non ha problemi nell'accoglierli. Intanto Valentine, piantato davanti all'altare, rintraccia i fuggitivi. Ma, davanti al loro amore, non può far altro che benedire la loro unione e andarsene.

## Produzione
Il film fu prodotto dalla Empire All Star Corp. con il titolo di lavorazione La Belle Aventure.

## Distribuzione
Distribuito dalla Mutual e presentato da Charles Frohman, il film uscì nelle sale cinematografiche statunitensi il 15 ottobre 1917. Il copyright del film, richiesto dalla Empire All Star Corp., fu registrato il 23 ottobre 1917 con il numero LP11619.
Non si conoscono copie ancora esistenti della pellicola che viene considerata presumibilmente perduta.